# Deep Forest
Дип форест (енгл. Deep Forest) је музичка група из Француске коју чине Ерик Муке и Мишел Санчез. Њихови албуми продати су у преко 10 милиона примерака.
Група се бави компоновањем традиционалне музике и мешањем различитих етно-стилова са електроником. Године 1994. група је номинована за Греми награду за најбољи албум на свету, а 1995. су освојили исту награду за албум Boheme. Заједно са Енигмом, Дип форест се сматра значајнијим бендом у смислу увођења трибалног и народног певања у модерну музику. Њихов први и најпознатији хит сингл је Sweet Lullaby.

## Дискографија
- 1992 — Deep Forest
- 1994 — World Mix
- 1995 — Boheme
- 1997 — Comparsa
- 1999 — Made in Japan
- 2000 — Pacifique
- 2002 — Music Detected
- 2003 — Essence of Deep Forest
- 2004 — Essence of the Forest
- 2004 — Kusa No Ran
- 2008 — Deep Brasil
- 2013 — Deep Africa[2]
- 2013 — Deep India